# Шидловский, Александр Александрович
Алекса́ндр Алекса́ндрович Шидло́вский (род. 14 июля 1974 года) - российский и казахстанский ватерполист.

## Карьера
Сын А.Г. Шидловского - олимпийского чемпиона 1972 года.
Выступал в составе ЦСК ВМФ.
В составе сборной Казахстана становился победителем Азиатских игр 2002 года, участвовал в Олимпиаде-2004.